# Princess Anna Vasa Tour
Die Princess Anna Vasa Tour ist ein polnisches Straßenradrennen im Frauenradsport.
Das Etappenrennen wurde 2020 erstmals ausgetragen und war zunächst Bestandteil des nationalen Rennkalenders. Seit 2022 ist das Rennen in die UCI-Kategorie 2.2 eingestuft. Die Strecke führt in drei Etappen, seit 2024 zusätzlich mit einem Prolog, durch das Gebiet um die Stadt Golub-Dobrzyń im Nordosten der Woiwodschaft Kujawien-Pommern. 
Namensgeberin ist Anna Wasa, die von 1605 bis 1625 in dem Gebiet ihren eigenen Hof hielt und unter anderem in der Burg Gollub residierte. 

## Palmarès
| Jahr | Siegerin                 | Zweite              | Dritte              |
| ---- | ------------------------ | ------------------- | ------------------- |
| 2020 | Marta Jaskulska          | Karolina Kumięga    | Aurela Nerlo        |
| 2021 | Karolina Karasiewicz     | Aurela Nerlo        | Karolina Kumięga    |
| 2022 | Agnieszka Skalniak-Sójka | Olha Schekel        | Dominika Włodarczyk |
| 2023 | Walerija Kononenko       | Dominika Włodarczyk | Olga Sabelinskaja   |
| 2024 | Lieke Nooijen            | Riejanne Markus     | Carlijn Achtereekte |
| 2025 |                          |                     |                     |